# Giv'at Nili
Giv'at Nili (Hebreeuws: גבעת ניל"י) is een dorp in de regionale raad van Alona. Het dorp ligt in het zuidoostelijke deel van het bergachtige massief van het Karmelgebergte.

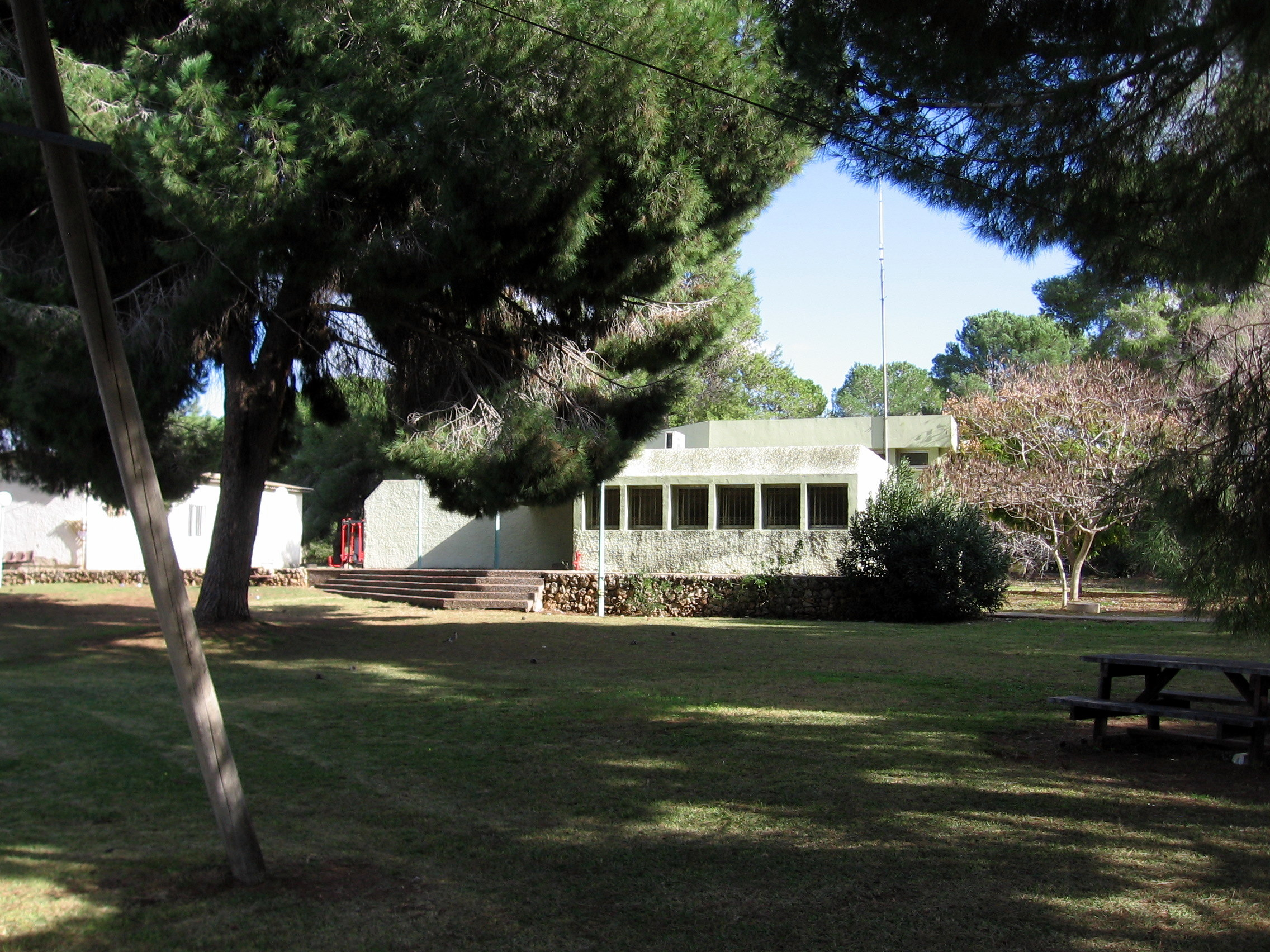
Bestuursgebouw van Giv'at Nili
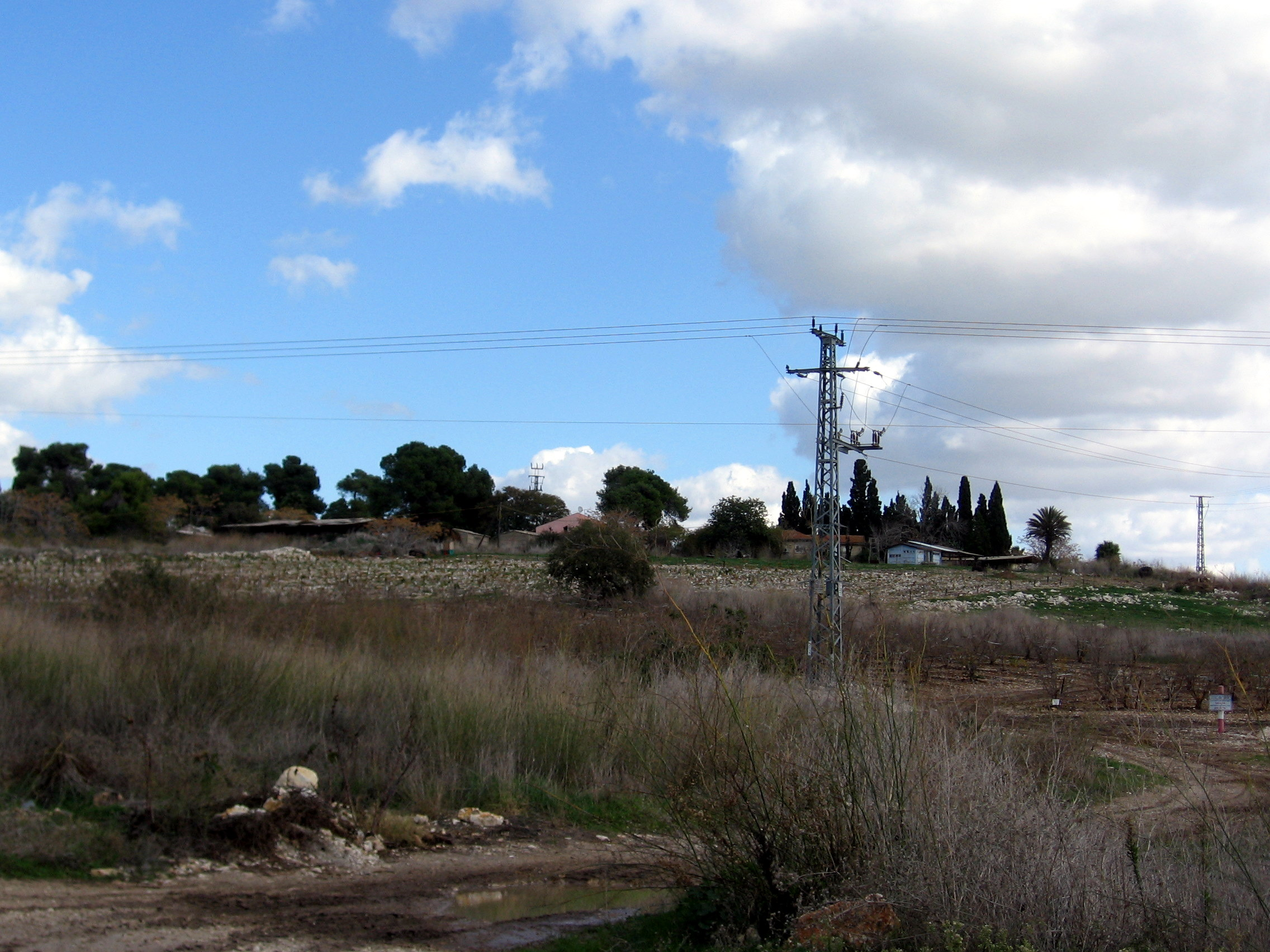
Giv'at Nili (2011)

Ammiqam · Avi'el · Giv'at Nili